# Columnea arguta
Columnea arguta är en tvåhjärtbladig växtart som beskrevs av Conrad Vernon Morton. Columnea arguta ingår i släktet Columnea och familjen Gesneriaceae. Inga underarter finns listade i Catalogue of Life.